# Klockargården, Botkyrka kyrka

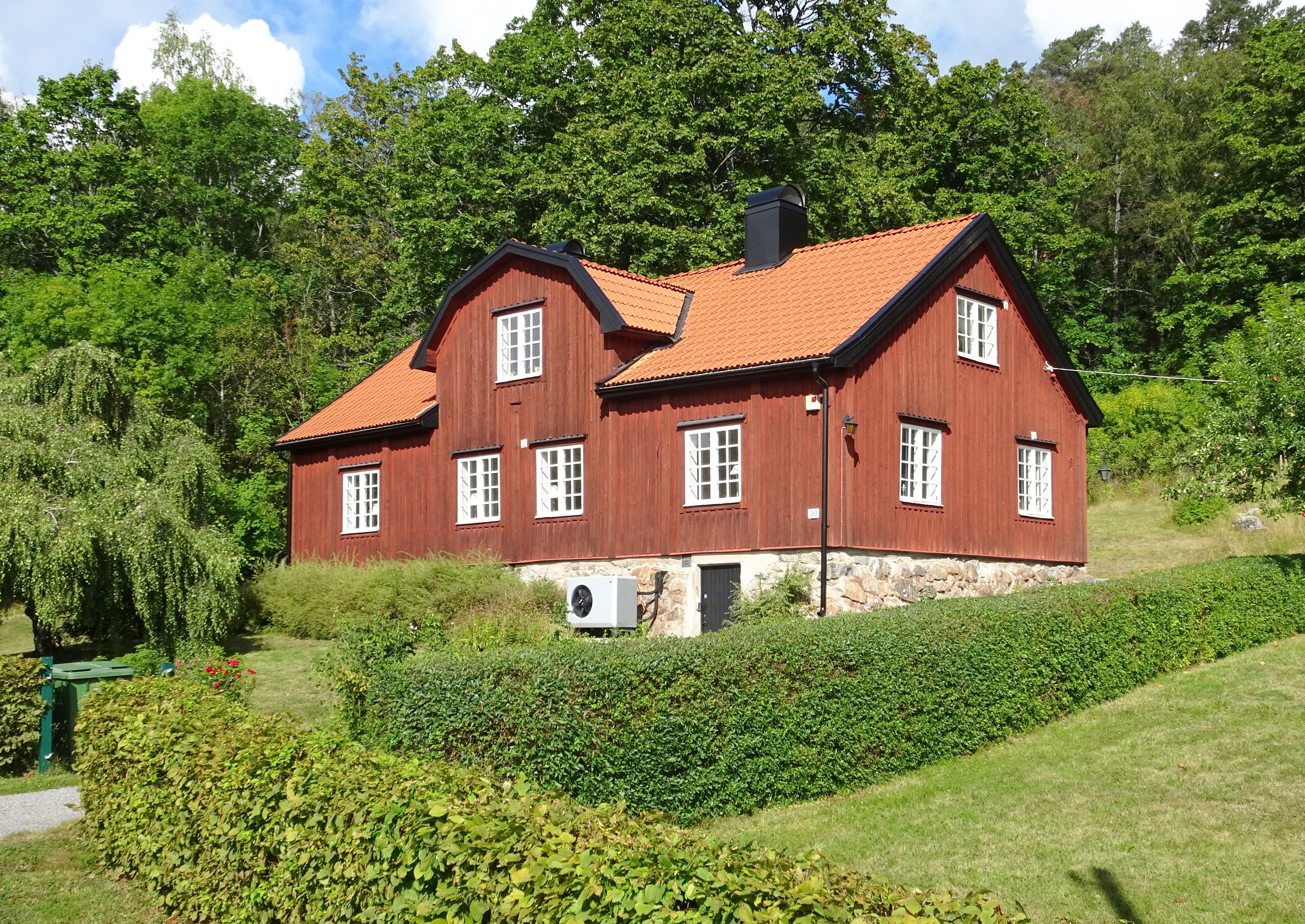
Klockargården sedd från Sankt Botvids väg i augusti 2020.

Botkyrka kyrkas klockargård ligger vid Sankt Botvids väg 30, mittemot Botkyrka kyrka i Botkyrka kommun. Tillsammans med Botkyrka kyrka, Botkyrka fattighus, Hammarby prästgård och Botkyrka kyrkskola utgör gården än idag en viktig del i den kulturhistoriskt värdefulla kyrkmiljön som en gång i tiden utgjorde Botkyrkas sockencentrum.

## Historik

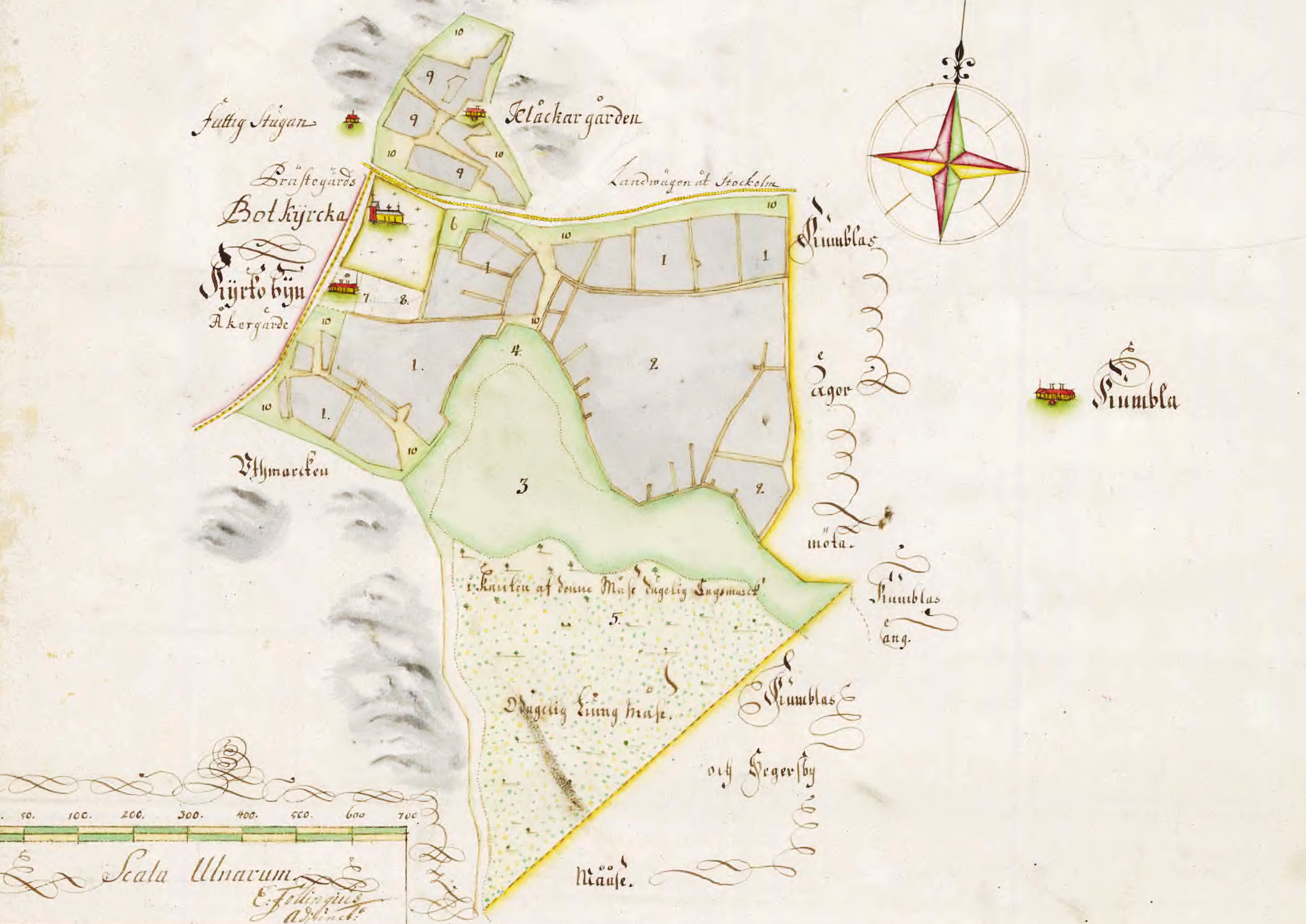
Botkyrka kyrka och Klockargården 1712.

Botkyrka kyrkas första klockargård uppfördes strax norr om kyrkan och låg inte på samma plats som dagens. En klockargård omtalas första gången i Stockholms tänkeböcker från år 1586. Det äldsta myntet härifrån som påträffades vid arkeologiska undersökningar är präglat år 1542. Klockargårdens inägor låg samlade norr om kyrkan och ”Landswägen åt Stockholm” (dagens Sankt Botvids väg) med byggnaden utritad i östra kanten av tomten. Klockargården beskrivs 1712 som Ett oskattlagt torp på denna gårds andel af ägorna. Lita längre västerut, ungefär där dagens klockargård ligger, fanns fattigstugan.
Redan under senare medeltid kan ett boställe åt klockaren ha funnits här. Under medeltiden fungerade klockargården även som sockenstuga. Att klockargård och sockenstuga inhystes i samma byggnad i Botkyrka stöds av en uppgift om att tjänstgörande komminister 1689–1693, bodde i sockenstugan eftersom han saknade egen bostad. Till skillnad från kyrkan var sockenstugan uppvärmd och kunde användas som bostad året runt. Komministern i Botkyrka utförde också klockartjänsten i församlingen. Från slutet av 1500-talet och fram till mitten av 1600-talet hölls även lagmansting i sockenstugan. Därefter flyttade verksamheten till Fittja värdshus.

## En ny klockargård uppförs

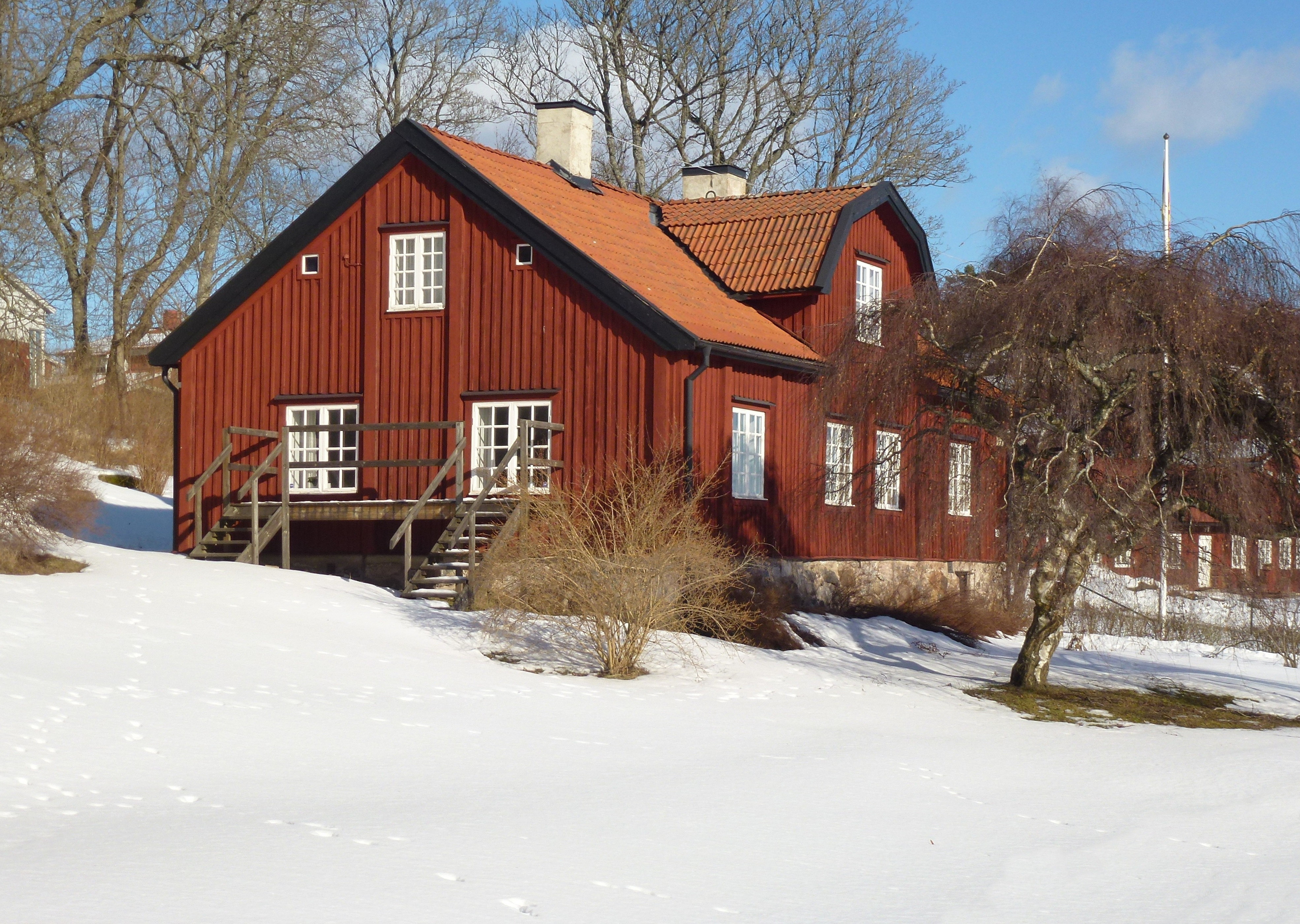
Klockargården i mars 2013.

År 1821 överfördes mark för en framtida ny sockenstuga och klockarbostad från Hammarby prästgård till Botkyrka kyrka kyrkbys ägor. Enligt förrättningsprotokollet från den 13 augusti 1821 bestod marken av potatisland, en bit av gamla trädgården och "oupodlad bergig och dålig utmark med några buskar". Den nya tomten utsattes direkt väster om den gamla. 
Det gamla klockarbostället revs och på den nya tomten stod nuvarande byggnad färdig 1822. Samtidigt skedde en omstrukturering av hela bebyggelsemiljön norr om kyrkan. Den nya bostaden för klockaren byggdes som ett panelat trähus i liggtimmer med en våning på hög naturstenssockel under ett tegeltäckt sadeltak. Mot gatan dominerar en frontespis. 
I byggnaden inrättades även ett större rum vilket var avsett som sockenstuga, men kom även att användas till skollokal innan Botkyrka kyrkskola stod färdig 1849. I slutet av 1890-talet hette klockaren N.G. Ahlström som samtidigt var kyrkans organist och kyrkskolans lärare. Idag är Klockargården Botkyrka kyrkas församlingshem.

## Interiörbilder

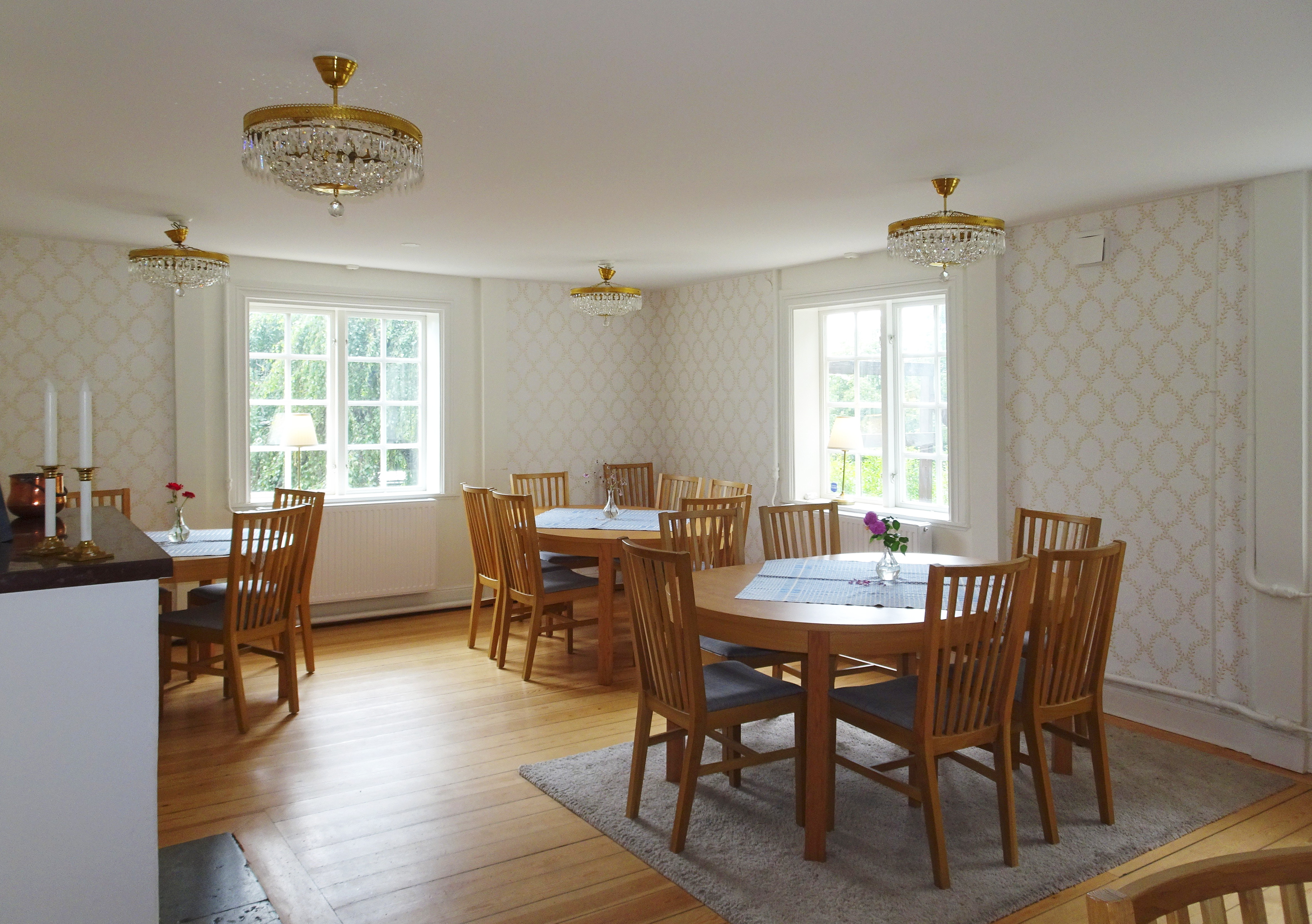
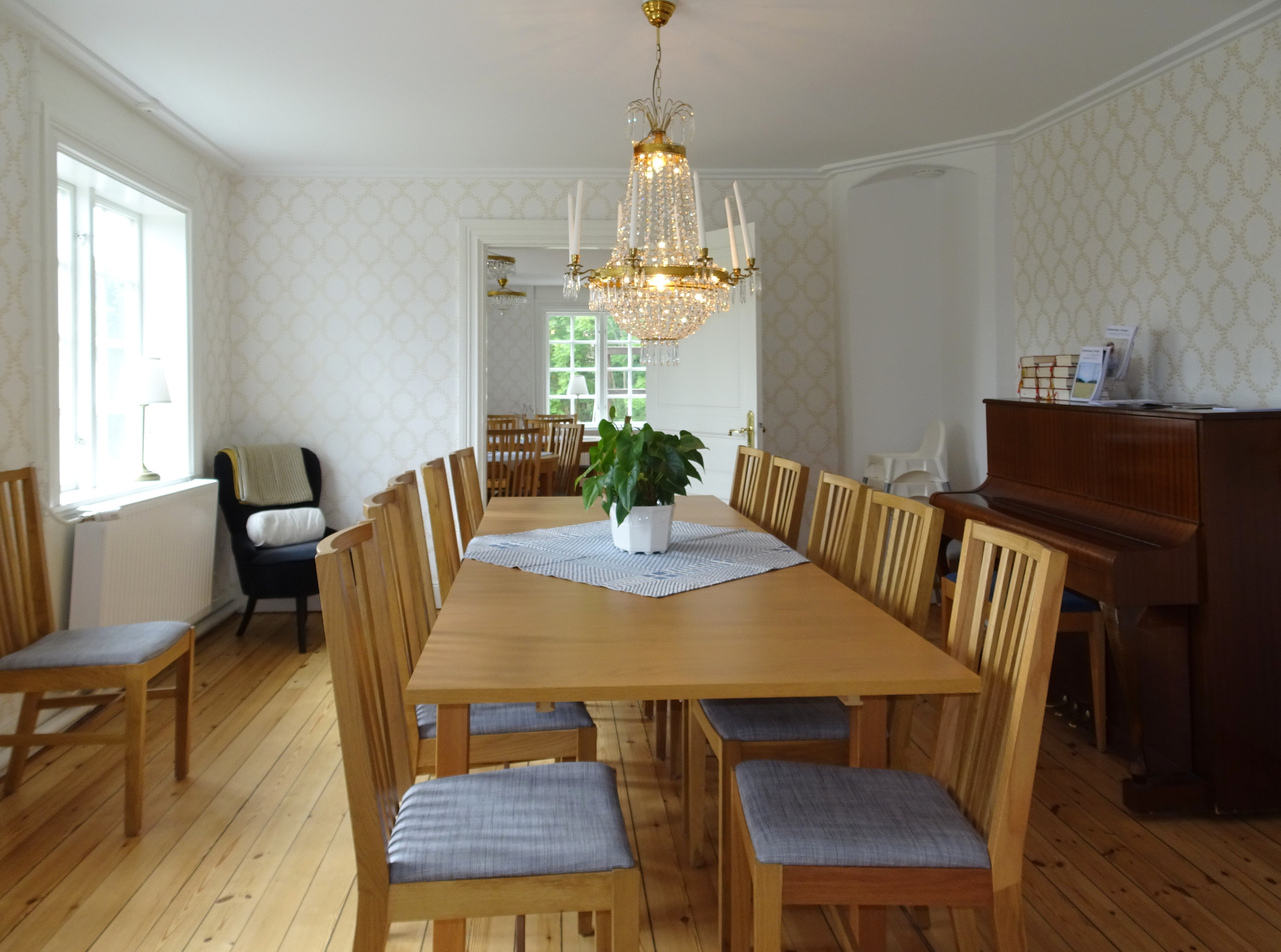
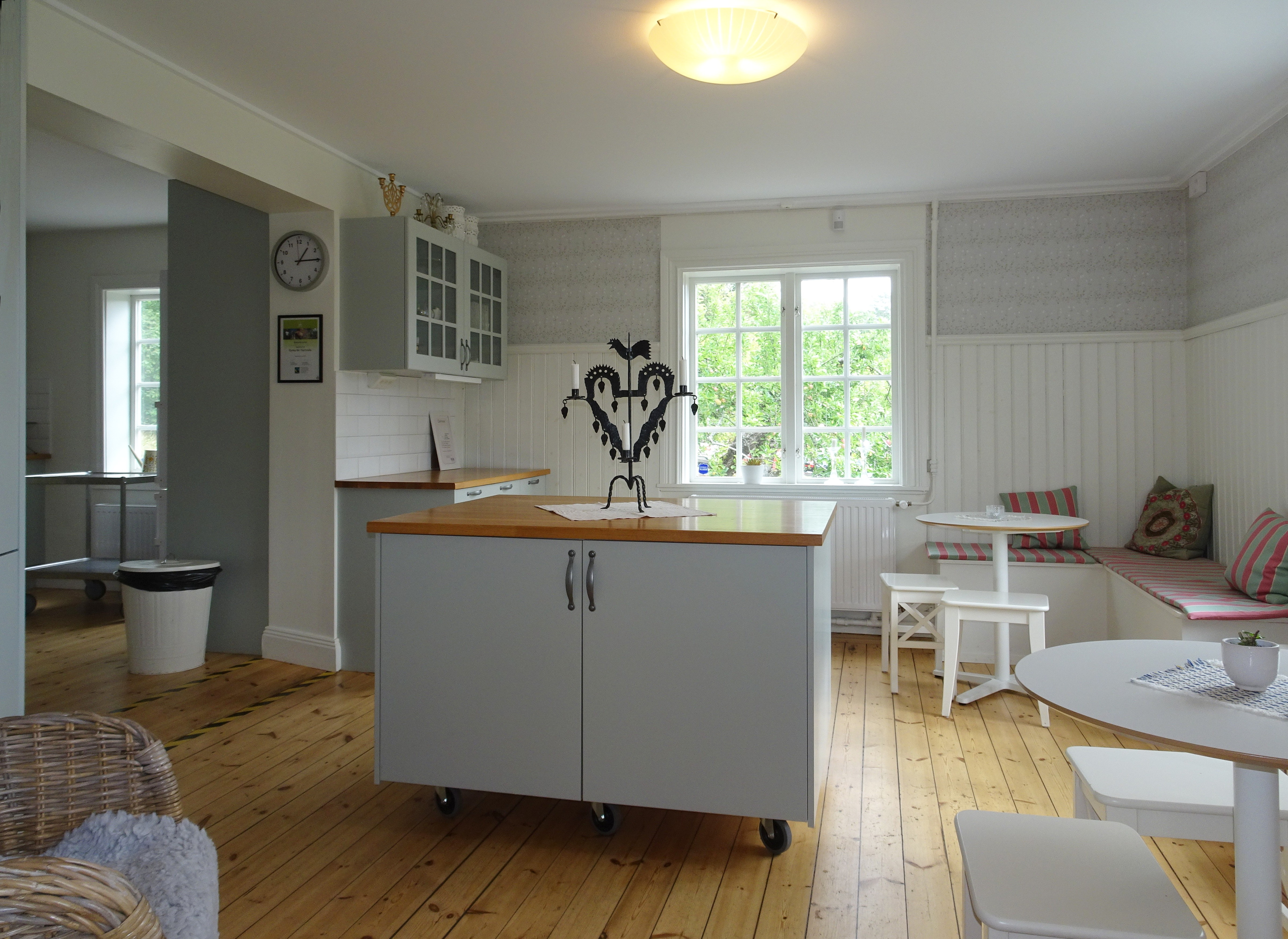
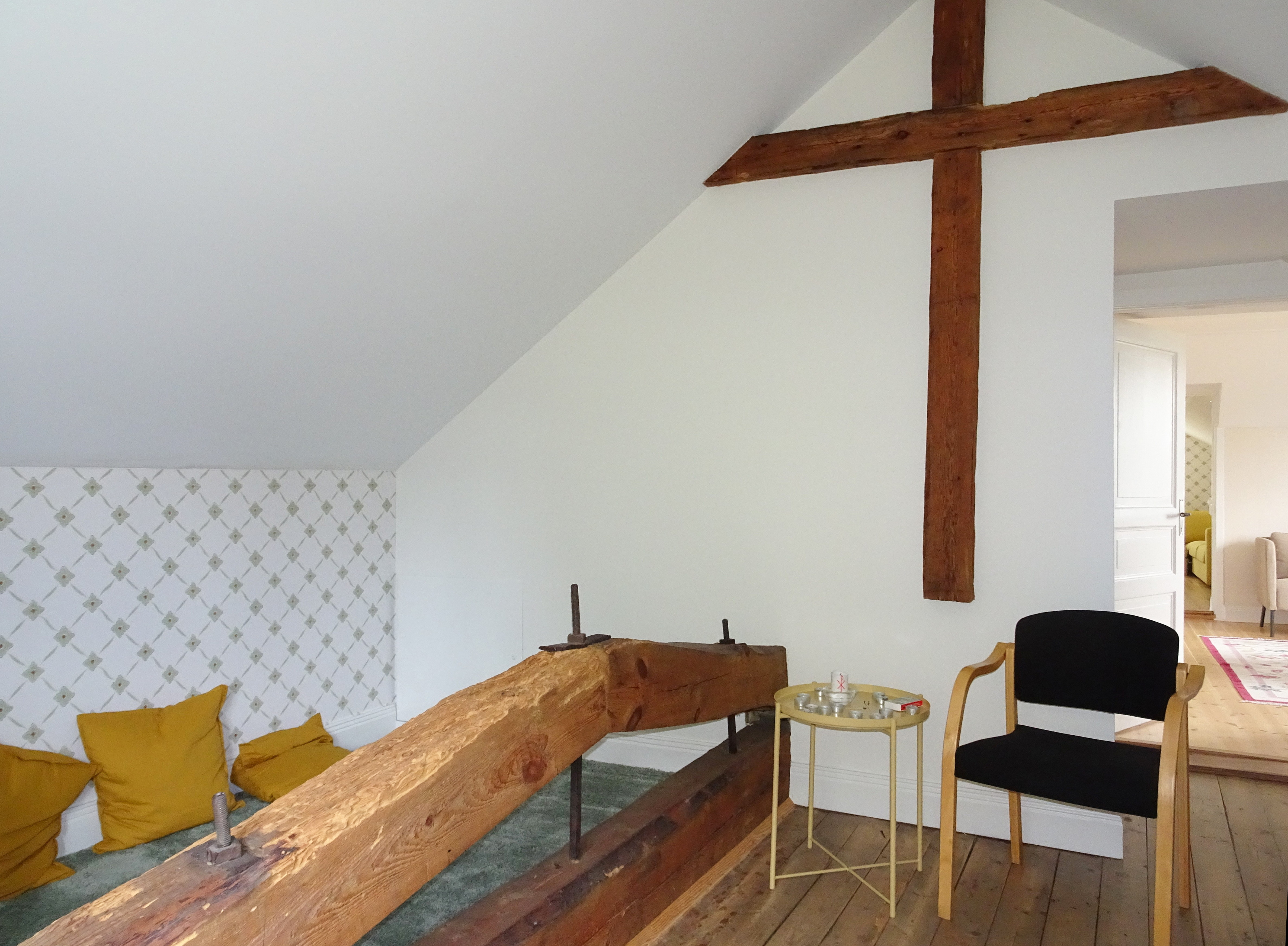